# 報知映画賞
報知映画賞（ほうちえいがしょう）は、報知新聞社が主催する映画賞である。対象は日本で劇場公開された優秀な映画である。1976年に設立された。受賞者は毎年11月頃に発表され、授賞式は12月に行われる。

## 概要
スポーツ新聞が単独開催する初めての映画賞。日本アカデミー賞より1年早い1976年分より開始されており、当時は映画人口の減少に歯止めがかからない時期だったことから、邦画黄金時代を知る報知新聞社の映画担当記者の「映画界をもう一度盛り上げたい」という願いから始まった。
本映画賞の特色として、読者参加型であることが挙げられ、各賞ともファン投票上位から報知映画賞事務局がノミネートする。その中から選考委員会で各賞を選定する。但し読者アンケートの結果は賞の選考には何ら反映されず。第8回（1983年度）などは読者アンケートと映画評論家・記者の選考とがかけ離れており、わざわざ投票させて挙句、お前ら素人の鑑賞法は間違っていると言っているようなもので、それなら読者アンケートは無用と批判された。
第8回（1983年度）の選考委員、大久保賢一、大黒東洋士、荻昌弘、小野耕世、新宮正春、田中小実昌、田山力哉、林冬子、深沢哲也、渡辺祥子と報知の映画担当記者。
日本国内の著名な映画賞の中では先陣を切って発表されることから、その年の受賞者や受賞作品を占う意味でも大きな注目を集める。
第10回（1985年度）から監督賞、第42回（2017年度）からアニメ作品賞が加わり、年によっては特別賞も選定される。
表彰式では、受賞者に賞状とイラストレーターの和田誠デザインのブロンズ像が贈呈される。第16回からは賞金も授与されている。

## 歴代各賞

### 第1回（1976年度） - 第10回（1985年度）

#### 第1回（1976年度）
- 作品賞 『犬神家の一族』（市川崑）[4]
- 主演男優賞 藤竜也（『愛のコリーダ』）[4]
- 主演女優賞 秋吉久美子（『挽歌』『さらば夏の光よ』『あにいもうと』など）[4]
- 助演男優賞 大滝秀治（『あにいもうと』『君よ憤怒の河を渉れ』『不毛地帯』 ）[4]
- 助演女優賞 太地喜和子（『男はつらいよ 寅次郎夕焼け小焼け』）[4]
- 新人賞 原田美枝子（『青春の殺人者』『大地の子守歌』『凍河』）[4]
- 作品賞・海外部門 『タクシードライバー』（マーティン・スコセッシ）[4]

#### 第2回（1977年度）
- 作品賞 『幸福の黄色いハンカチ』（山田洋次）
- 主演男優賞 高倉健（『八甲田山』『幸福の黄色いハンカチ』）
- 主演女優賞 岩下志麻（『はなれ瞽女おりん』）
- 助演男優賞 加藤武（『悪魔の手毬唄』『獄門島』）
- 助演女優賞 いしだあゆみ（『青春の門・自立篇』）
- 新人賞 武田鉄矢（『幸福の黄色いハンカチ』）
- 作品賞・海外部門 『スラップ・ショット』（ジョージ・ロイ・ヒル）
- 特別賞 郷ひろみ（『突然、嵐のように』など）

#### 第3回（1978年度）
- 作品賞 『サード』（東陽一）
- 主演男優賞 緒形拳（『鬼畜』）
- 主演女優賞 梶芽衣子（『曽根崎心中』）
- 助演男優賞 渡瀬恒彦（『事件』『皇帝のいない八月』『赤穂城断絶』）
- 助演女優賞 大竹しのぶ（『事件』『聖職の碑』）
- 新人賞 永島敏行（『サード』『帰らざる日々』『事件』）
- 作品賞・海外部門 『スター・ウォーズ（エピソード4）』（ジョージ・ルーカス）

#### 第4回（1979年度）
- 作品賞 『太陽を盗んだ男』（長谷川和彦）
- 主演男優賞 沢田研二（『太陽を盗んだ男』）
- 主演女優賞 宮下順子（『赫い髪の女』『濡れた週末』）
- 助演男優賞 三國連太郎（『復讐するは我にあり』）
- 助演女優賞 小川眞由美（『復讐するは我にあり』『配達されない三通の手紙』）
- 新人賞 小林薫（『十八歳、海へ』）
- 作品賞・海外部門 『ディア・ハンター』（マイケル・チミノ）
- 特別賞 『Keiko』（クロード・ガニオン）

#### 第5回（1980年度）
- 作品賞 『影武者』（黒澤明）
- 主演男優賞 古尾谷雅人（『ヒポクラテスたち』）
- 主演女優賞 倍賞千恵子（『遙かなる山の呼び声』『男はつらいよシリーズ』）
- 助演男優賞 山﨑努（『影武者』）
- 助演女優賞 阿木燿子（『四季・奈津子』）
- 新人賞 
  - 荻野目慶子（『海潮音』）
  - 山田辰夫（『狂い咲きサンダーロード』『鉄騎兵、跳んだ』）
- 作品賞・海外部門 『クレイマー、クレイマー』（ロバート・ベントン）
- 特別賞 『ツィゴイネルワイゼン』（鈴木清順）

#### 第6回（1981年度）
- 作品賞 『遠雷』（根岸吉太郎）
- 主演男優賞 永島敏行（『遠雷』）
- 主演女優賞 松坂慶子（『青春の門』『男はつらいよ 浪花の恋の寅次郎』）
- 助演男優賞 中村嘉葎雄（『陽炎座』『ブリキの勲章』『仕掛人梅安』）
- 助演女優賞 田中裕子（『北斎漫画』）
- 新人賞 
  - 小栗康平監督（『泥の河』）
  - 石田えり（『遠雷』）
- 作品賞・海外部門 『ブリキの太鼓』（フォルカー・シュレンドルフ）

#### 第7回（1982年度）
- 作品賞 『蒲田行進曲』（深作欣二）
- 主演男優賞 平田満（『蒲田行進曲』）
- 主演女優賞 桃井かおり（『疑惑』）
- 助演男優賞 柄本明（『男はつらいよ 寅次郎あじさいの恋』『道頓堀川』）
- 助演女優賞 山口美也子（『さらば愛しき大地』）
- 新人賞 小林聡美（『転校生』）
- 作品賞・海外部門 『カリフォルニア・ドールズ』（ロバート・アルドリッチ）
- 特別賞 シネマスクエアとうきゅう

#### 第8回（1983年度）
- 作品賞 『家族ゲーム』（森田芳光）
- 主演男優賞 松田優作（『家族ゲーム』『探偵物語』）
- 主演女優賞 夏目雅子（『魚影の群れ』『時代屋の女房』ほか）
- 助演男優賞 伊丹十三（『家族ゲーム』『細雪』『居酒屋兆治』『迷走地図』『草迷宮』）
- 助演女優賞 
  - 倍賞美津子（『陽暉楼』ほか）
  - 永島暎子（『竜二』）
- 新人賞 原田知世（『時をかける少女』）
- 作品賞・海外部門 『フラッシュダンス』（エイドリアン・ライン）

#### 第9回（1984年度）
- 作品賞 『お葬式』（伊丹十三）
- 主演男優賞 時任三郎（『海燕ジョーの奇跡』）
- 主演女優賞 吉永小百合（『おはん』『天国の駅』）
- 助演男優賞 高品格（『麻雀放浪記』）
- 助演女優賞 菅井きん（『お葬式』）
- 新人賞 和田誠監督（『麻雀放浪記』）
- 作品賞・海外部門 『ナチュラル』（バリー・レヴィンソン）
- 特別賞 宮本信子（『お葬式』）

#### 第10回（1985年度）
- 作品賞 『それから』（森田芳光）
- 監督賞 森田芳光（『それから』）
- 主演男優賞 北大路欣也（『火まつり』『春の鐘』）
- 主演女優賞 倍賞美津子（『恋文』『生きてるうちが花なのよ 死んだらそれまでよ党宣言』）
- 助演男優賞 三浦友和（『台風クラブ』）
- 助演女優賞 三田佳子（『春の鐘』『Wの悲劇』）
- 新人賞 門田頼命（『愛しき日々よ』）
- 作品賞・海外部門 『刑事ジョン・ブック』（ピーター・ウィアー）
- 特別賞 千秋実（『花いちもんめ』）

### 第11回（1986年度） - 第20回（1995年度）

#### 第11回（1986年度）
- 作品賞 『コミック雑誌なんかいらない!』（滝田洋二郎）
- 監督賞 根岸吉太郎（『ウホッホ探険隊』）
- 主演男優賞 内田裕也（『コミック雑誌なんかいらない!』）
- 主演女優賞 いしだあゆみ（『火宅の人』『時計 Adieu l'Hiver』）
- 助演男優賞 すまけい（『キネマの天地』）
- 助演女優賞 原田美枝子（『火宅の人』）
- 新人賞 斉藤由貴（『雪の断章 -情熱-』）
- 作品賞・海外部門 『カイロの紫のバラ』（ウディ・アレン）

#### 第12回（1987年度）
- 作品賞 『マルサの女』（伊丹十三）
- 監督賞 原一男（『ゆきゆきて、神軍』）
- 主演男優賞 陣内孝則（『ちょうちん』）
- 主演女優賞 大竹しのぶ（『永遠の1/2』）
- 助演男優賞 津川雅彦（『マルサの女』）
- 助演女優賞 桜田淳子（『イタズ-熊-』）
- 新人賞 髙嶋政宏（『トットチャンネル』『BU・SU』）
- 作品賞・海外部門 『グッドモーニング・バビロン!』（タヴィアーニ兄弟）

#### 第13回（1988年度）
- 作品賞 『TOMORROW 明日』（黒木和雄）
- 監督賞 宮崎駿（『となりのトトロ』）
- 主演男優賞 真田広之（『快盗ルビイ』）
- 主演女優賞 安田成美（『バカヤロー! 私、怒ってます』）
- 助演男優賞 片岡鶴太郎（『異人たちとの夏』）
- 助演女優賞 石田えり（『華の乱』『ダウンタウン・ヒーローズ』『嵐が丘』）
- 新人賞 西川弘志（『郷愁』）
- 作品賞・海外部門 『ラストエンペラー』（ベルナルド・ベルトルッチ）

#### 第14回（1989年度）
- 作品賞 『ウンタマギルー』（高嶺剛）
- 監督賞 舛田利雄（『社葬』）
- 主演男優賞 三國連太郎（『利休』『釣りバカ日誌』）
- 主演女優賞 田中好子（『黒い雨』）
- 助演男優賞 原田芳雄（『どついたるねん』）
- 助演女優賞 吉田日出子（『社葬』）
- 新人賞 赤井英和（『どついたるねん』）
- 作品賞・海外部門 『ダイ・ハード』（ジョン・マクティアナン）
- 特別賞 松田優作（『ブラック・レイン』）

#### 第15回（1990年度）
- 作品賞 『櫻の園』（中原俊）
- 監督賞 市川準（『つぐみ』）
- 主演男優賞 菅原文太（『鉄拳』）
- 主演女優賞 松坂慶子（『死の棘』）
- 助演男優賞 石橋蓮司（『浪人街』）
- 助演女優賞 樋口可南子（『浪人街』）
- 新人賞 
  - 牧瀬里穂（『東京上空いらっしゃいませ』『つぐみ』）
  - 松岡錠司監督（『バタアシ金魚』）
- 作品賞・海外部門 『フィールド・オブ・ドリームス』（フィル・アルデン・ロビンソン）

#### 第16回（1991年度）
- 作品賞 『息子』（山田洋次）
- 監督賞 北野武（『あの夏、いちばん静かな海。』）
- 主演男優賞 永瀬正敏（『息子』『アイ・ラブ・ニッポン』『喪の仕事』）
- 主演女優賞 工藤夕貴（『戦争と青春』）
- 助演男優賞 神戸浩（『無能の人』）
- 助演女優賞 風吹ジュン（『無能の人』）
- 新人賞 
  - 石田ひかり（『ふたり』『あいつ』『咬みつきたい』）
  - 竹中直人・監督・主演（『無能の人』）
- 作品賞・海外部門 『羊たちの沈黙』（ジョナサン・デミ）

#### 第17回（1992年度）
- 作品賞 『シコふんじゃった。』（周防正行）
- 監督賞 東陽一（『橋のない川』）
- 主演男優賞 本木雅弘（『シコふんじゃった。』）
- 主演女優賞 清水美砂（『おこげ』『シコふんじゃった。』『未来の想い出 Last Christmas』）
- 助演男優賞 村田雄浩（『おこげ』『ミンボーの女』）
- 助演女優賞 藤谷美和子（『女殺油地獄』『寝とられ宗介』）
- 新人賞 
  - 墨田ユキ（『濹東綺譚』）
  - 大森嘉之（『青春デンデケデケデケ』『濹東綺譚』）
- 作品賞・海外部門 『プリティ・リーグ』（ペニー・マーシャル）

#### 第18回（1993年度）
- 作品賞 『月はどっちに出ている』（崔洋一）
- 監督賞 崔洋一（『月はどっちに出ている』）
- 主演男優賞 田中健（『望郷』）
- 主演女優賞 ルビー・モレノ（『月はどっちに出ている』）
- 助演男優賞 岸部一徳（『僕らはみんな生きている』『水の旅人 侍KIDS』『病院で死ぬということ』『教祖誕生』）
- 助演女優賞 桜田淳子（『お引越し』）
- 新人賞 田畑智子（『お引越し』）
- 作品賞・海外部門 『許されざる者』（クリント・イーストウッド）

#### 第19回（1994年度）
- 作品賞 『全身小説家』（原一男）
- 監督賞 神代辰巳（『棒の悲しみ』）
- 主演男優賞 萩原健一（『居酒屋ゆうれい』）
- 主演女優賞 高岡早紀（『忠臣蔵外伝 四谷怪談』）
- 助演男優賞 中井貴一（『四十七人の刺客』）
- 助演女優賞 室井滋（『居酒屋ゆうれい』）
- 新人賞 山口智子（『居酒屋ゆうれい』）
- 作品賞・海外部門 『シンドラーのリスト』（スティーヴン・スピルバーグ）

#### 第20回（1995年度）
- 作品賞 『午後の遺言状』（新藤兼人）
- 監督賞 岩井俊二（『Love Letter』）
- 主演男優賞 真田広之（『緊急呼出し エマージェンシー・コール』『写楽』『EAST MEETS WEST』）
- 主演女優賞 中山美穂（『Love Letter』）
- 助演男優賞 豊川悦司（『Love Letter』『NO WAY BACK 逃走遊戯』『トイレの花子さん』）
- 助演女優賞 梶芽衣子（『鬼平犯科帳 劇場版』）
- 新人賞 一色紗英（『藏』）
- 作品賞・海外部門 『ショーシャンクの空に』（フランク・ダラボン）

### 第21回（1996年度） - 第30回（2005年度）

#### 第21回（1996年度）
- 作品賞 『Shall we ダンス?』（周防正行）
- 監督賞 森田芳光（『（ハル）』）
- 主演男優賞 役所広司（『Shall we ダンス?』『眠る男』『シャブ極道』）
- 主演女優賞 原田美枝子（『絵の中のぼくの村』）
- 助演男優賞 渡哲也（『わが心の銀河鉄道 宮沢賢治物語』）
- 助演女優賞 渡辺えり子（『Shall we ダンス?』）
- 新人賞 安藤政信（『キッズ・リターン』）
- 作品賞・海外部門 『セブン』（デヴィッド・フィンチャー）
- 特別賞 渥美清

#### 第22回（1997年度）
- 作品賞 『ラヂオの時間』（三谷幸喜）
- 監督賞 原田眞人（『バウンス ko GALS』）
- 主演男優賞 役所広司（『うなぎ』『失楽園』『バウンス ko GALS』）
- 主演女優賞 黒木瞳（『失楽園』）
- 助演男優賞 西村雅彦（『マルタイの女』『ラヂオの時間』）
- 助演女優賞 倍賞美津子（『東京夜曲』『うなぎ』）
- 新人賞 松たか子（『東京日和』）
- 作品賞・海外部門 『ザ・エージェント』（キャメロン・クロウ）
- 特別賞 『もののけ姫』（宮崎駿）

#### 第23回（1998年度）
- 作品賞 『HANA-BI』（北野武）
- 監督賞 北野武（『HANA-BI』）
- 主演男優賞 柄本明（『カンゾー先生』）
- 主演女優賞 原田美枝子（『愛を乞うひと』）
- 助演男優賞 大杉漣（『HANA-BI』『犬、走る DOG RACE』）
- 助演女優賞 麻生久美子（『カンゾー先生』）
- 新人賞 田中麗奈（『がんばっていきまっしょい』）
- 作品賞・海外部門 『タイタニック』（ジェームズ・キャメロン）

#### 第24回（1999年度）
- 作品賞 『金融腐蝕列島 呪縛』（原田眞人）
- 監督賞 該当者なし
- 主演男優賞 三浦友和（『M/OTHER』『あ、春』）
- 主演女優賞 風吹ジュン（『コキーユ 貝殻』『金融腐蝕列島 呪縛』）
- 助演男優賞 椎名桔平（『金融腐蝕列島 呪縛』『なで肩の狐』）
- 助演女優賞 富司純子（『あ、春』『おもちゃ』『ドリームメーカー』）
- 新人賞 
  - 池脇千鶴（『大阪物語』）
  - 塩田明彦監督（『月光の囁き』『どこまでもいこう』）
- 作品賞・海外部門 『恋に落ちたシェイクスピア』（ジョン・マッデン）

#### 第25回（2000年度）
- 作品賞 『顔』（阪本順治）
- 監督賞 中江裕司（『ナビィの恋』）
- 主演男優賞 織田裕二（『ホワイトアウト』）
- 主演女優賞 藤山直美（『顔』）
- 助演男優賞 浅野忠信（『御法度』『五条霊戦記 GOJOE』）
- 助演女優賞 西田尚美（『ナビィの恋』）
- 新人賞 松田まどか（『NAGISA』）
- 作品賞・海外部門 『スペース・カウボーイ』（クリント・イーストウッド）

#### 第26回（2001年度）
- 作品賞 『GO』（行定勲）
- 監督賞 宮崎駿（『千と千尋の神隠し』）
- 主演男優賞 窪塚洋介（『GO』）
- 主演女優賞 小泉今日子（『風花』）
- 助演男優賞 山﨑努（『GO』『天国から来た男たち』『女学生の友』）
- 助演女優賞 柴咲コウ（『GO』『バトル・ロワイアル』『案山子 KAKASHI』）
- 新人賞 真中瞳（『ココニイルコト』）
- 作品賞・海外部門 『ギャラクシー・クエスト』（ディーン・パリソット）

#### 第27回（2002年度）
- 作品賞 『たそがれ清兵衛』（山田洋次）
- 監督賞 山田洋次（『たそがれ清兵衛』）
- 主演男優賞 田辺誠一（『ハッシュ!』『害虫』）
- 主演女優賞 宮沢りえ（『たそがれ清兵衛』）
- 助演男優賞 石橋凌（『AIKI』『DOGSTAR』）
- 助演女優賞 菅野美穂（『化粧師 KEWAISHI』『Dolls』）
- 新人賞 長嶋一茂（『ミスター・ルーキー』）
- 作品賞・海外部門 『モンスターズ・インク』（ピート・ドクター）

#### 第28回（2003年度）
- 作品賞 『刑務所の中』（崔洋一）
- 監督賞 恩地日出夫（『蕨野行』）
- 主演男優賞 西田敏行（『ゲロッパ!』『釣りバカ日誌14 お遍路大パニック!』）
- 主演女優賞 寺島しのぶ（『赤目四十八瀧心中未遂』）
- 助演男優賞 宮迫博之（『13階段』『蛇イチゴ』）
- 助演女優賞 深津絵里（『阿修羅のごとく』『踊る大捜査線 THE MOVIE 2 レインボーブリッジを封鎖せよ!』）
- 新人賞 石原さとみ（『わたしのグランパ』）
- 作品賞・海外部門 『猟奇的な彼女』（郭在容）

#### 第29回（2004年度）
- 作品賞 『誰も知らない』（是枝裕和）
- 監督賞 崔洋一（『血と骨』）
- 主演男優賞 妻夫木聡（『ジョゼと虎と魚たち』『きょうのできごと』『69 sixty nine』）
- 主演女優賞 松たか子（『隠し剣 鬼の爪』）
- 助演男優賞 原田芳雄（『美しい夏キリシマ』『父と暮せば』『ニワトリはハダシだ』）
- 助演女優賞 長澤まさみ（『世界の中心で、愛をさけぶ』『深呼吸の必要』）
- 新人賞 土屋アンナ（『下妻物語』『茶の味』）
- 作品賞・海外部門 『シービスケット』（ゲイリー・ロス）

#### 第30回（2005年度）
- 作品賞 『ALWAYS 三丁目の夕日』（山崎貴）
- 監督賞 内田けんじ（『運命じゃない人』）
- 主演男優賞 市川染五郎（『阿修羅城の瞳』『蟬しぐれ』）
- 主演女優賞 田中裕子（『火火』『いつか読書する日』）
- 助演男優賞 堤真一（『フライ,ダディ,フライ』『ALWAYS 三丁目の夕日』）
- 助演女優賞 薬師丸ひろ子（『ALWAYS 三丁目の夕日』）
- 新人賞 沢尻エリカ（『パッチギ!』）
- 作品賞・海外部門 『シンデレラマン』（ロン・ハワード）

### 第31回（2006年度） - 第40回（2015年度）

#### 第31回（2006年度）
- 作品賞 『フラガール』（李相日）
- 監督賞 根岸吉太郎（『雪に願うこと』）
- 主演男優賞 渡辺謙（『明日の記憶』）
- 主演女優賞 中谷美紀（『嫌われ松子の一生』など）
- 助演男優賞 香川照之（『ゆれる』など）
- 助演女優賞 蒼井優（『フラガール』『ハチミツとクローバー』など）
- 新人賞 松山ケンイチ（『デスノート』『男たちの大和/YAMATO』）
- 作品賞・海外部門 『父親たちの星条旗』（クリント・イーストウッド）
- 特別賞 
  - 黒木和雄
  - 『時をかける少女』（細田守）

#### 第32回（2007年度）
- 作品賞 『それでもボクはやってない』（周防正行）[5]
- 監督賞 山下敦弘（『天然コケッコー』『松ヶ根乱射事件』）[5]
- 主演男優賞 加瀬亮（『それでもボクはやってない』）[5]
- 主演女優賞 麻生久美子（『夕凪の街 桜の国』）[5]
- 助演男優賞 伊東四朗（『しゃべれども しゃべれども』『舞妓Haaaan!!!』）[5]
- 助演女優賞 永作博美（『腑抜けども、悲しみの愛を見せろ』）[5]
- 新人賞 夏帆（『天然コケッコー』）[5]
- 作品賞・海外部門 『今宵、フィッツジェラルド劇場で』（ロバート・アルトマン）[5]

#### 第33回（2008年度）
- 作品賞 『おくりびと』（滝田洋二郎）
- 監督賞 橋口亮輔（『ぐるりのこと。』）
- 主演男優賞 堤真一（『クライマーズ・ハイ』『容疑者Xの献身』）
- 主演女優賞 小泉今日子（『グーグーだって猫である』『トウキョウソナタ』）
- 助演男優賞 堺雅人（『アフタースクール』『クライマーズ・ハイ』『ジャージの二人』）
- 助演女優賞 樹木希林（『歩いても 歩いても』）
- 新人賞 長渕文音（『三本木農業高校、馬術部』）
- 作品賞・海外部門 ダークナイト（クリストファー・ノーラン）

#### 第34回（2009年度）
- 作品賞 『沈まぬ太陽』（若松節朗）
- 監督賞 西川美和（『ディア・ドクター』）
- 主演男優賞 渡辺謙（『沈まぬ太陽』）
- 主演女優賞 松たか子（『K-20 怪人二十面相・伝』『ヴィヨンの妻 〜桜桃とタンポポ〜』）
- 助演男優賞 瑛太（『余命1ヶ月の花嫁』『ガマの油』『ディア・ドクター』『なくもんか』）
- 助演女優賞 八千草薫（『ガマの油』『ディア・ドクター』『引き出しの中のラブレター』）
- 新人賞 
  - 岡田将生（『ハルフウェイ』『ホノカアボーイ』『重力ピエロ』『僕の初恋をキミに捧ぐ』）
  - 満島ひかり（『プライド』『愛のむきだし』『クヒオ大佐』）
- 作品賞・海外部門 『グラン・トリノ』（クリント・イーストウッド）
- 特別賞 『マイケル・ジャクソン THIS IS IT』（マイケル・ジャクソン、ケニー・オルテガ）

#### 第35回（2010年度）
- 作品賞 『悪人』（李相日）
- 監督賞 中島哲也（『告白』）
- 主演男優賞 豊川悦司（『今度は愛妻家』『必死剣鳥刺し』）
- 主演女優賞 深津絵里（『悪人』）
- 助演男優賞 柄本明（『悪人』）
- 助演女優賞 ともさかりえ（『ちょんまげぷりん』）
- 新人賞 
  - 桜庭ななみ（『書道ガールズ!! わたしたちの甲子園』）
  - 三浦貴大（『RAILWAYS 49歳で電車の運転士になった男の物語』）
- 作品賞・海外部門 『アバター』（ジェームズ・キャメロン）

#### 第36回（2011年度）
- 作品賞 『八日目の蝉』（成島出）
- 監督賞 園子温（『冷たい熱帯魚』）
- 主演男優賞 堺雅人（『武士の家計簿』『日輪の遺産』『ツレがうつになりまして。』）
- 主演女優賞 永作博美（『酔いがさめたら、うちに帰ろう。』『八日目の蝉』）
- 助演男優賞 でんでん（『冷たい熱帯魚』）
- 助演女優賞 宮本信子（『阪急電車 片道15分の奇跡』）
- 新人賞 砂田麻美（『エンディングノート』）
- 作品賞・海外部門 『マネーボール』（ベネット・ミラー）
- 特別賞 新藤兼人（『一枚のハガキ』）

#### 第37回（2012年度）
- 作品賞 『鍵泥棒のメソッド』（内田けんじ）
- 監督賞 吉田大八（『桐島、部活やめるってよ』）
- 主演男優賞 高倉健（『あなたへ』）
- 主演女優賞 吉永小百合（『北のカナリアたち』）
- 助演男優賞 森山未來（『ALWAYS 三丁目の夕日'64』『北のカナリアたち』）
- 助演女優賞 安藤サクラ（『愛と誠』『その夜の侍』）
- 新人賞 
  - 満島真之介（『11・25自決の日 三島由紀夫と若者たち』）
  - 能年玲奈（『カラスの親指』）
- 作品賞・海外部門 『アルゴ』（ベン・アフレック）

#### 第38回（2013年度）
- 作品賞 『舟を編む』（石井裕也）
- 監督賞 白石和彌（『凶悪』）
- 主演男優賞 松田龍平（『舟を編む』）
- 主演女優賞 真木よう子（『さよなら渓谷』）
- 助演男優賞 ピエール瀧（『凶悪』『くじけないで』）
- 助演女優賞 池脇千鶴（『舟を編む』『凶悪』『潔く柔く』）
- 新人賞 吉岡竜輝（『少年H』）
- 作品賞・海外部門 『42 〜世界を変えた男〜』（ブライアン・ヘルゲランド）

#### 第39回（2014年度）
- 作品賞 『0.5ミリ』（安藤桃子）
- 監督賞 小泉堯史（『蜩ノ記』）
- 主演男優賞 岡田准一（『永遠の0』）
- 主演女優賞 宮沢りえ（『紙の月』）
- 助演男優賞 津川雅彦（『0.5ミリ』）
- 助演女優賞 大島優子（『紙の月』）
- 新人賞 
  - 小松菜奈（『渇き。』）
  - 登坂広臣（『ホットロード』）
  - 西田征史（『小野寺の弟・小野寺の姉』）
- 作品賞・海外部門 『ジャージー・ボーイズ』（クリント・イーストウッド）
- 特別賞 
  - 『アナと雪の女王』（クリス・バック、ジェニファー・リー）
  - 高倉健

#### 第40回（2015年度）
- 作品賞 『ソロモンの偽証 前篇・事件／後篇・裁判』（成島出）
- 監督賞 堤幸彦（『天空の蜂』『イニシエーション・ラブ』）
- 主演男優賞 佐藤浩市（『起終点駅 ターミナル』『愛を積むひと』）
- 主演女優賞 樹木希林（『あん』）
- 助演男優賞 本木雅弘（『日本のいちばん長い日』『天空の蜂』）
- 助演女優賞 吉田羊（『映画 ビリギャル』『愛を積むひと』『脳内ポイズンベリー』『HERO』）
- 新人賞 
  - 広瀬すず（『海街diary』）
  - 藤野涼子（『ソロモンの偽証 前篇・事件／後篇・裁判』）
- 作品賞・海外部門 『おみおくりの作法』（ウベルト・パゾリーニ（英語版））
- 特別賞 
  - ももいろクローバーZ（『幕が上がる』での演技）[注釈 1]
  - 本広克行（『幕が上がる』での演出）

### 第41回（2016年度） -

#### 第41回（2016年度）
- 作品賞 『湯を沸かすほどの熱い愛』（中野量太）
- 監督賞 李相日（『怒り』）
- 主演男優賞 三浦友和（『葛城事件』
- 主演女優賞 宮沢りえ（『湯を沸かすほどの熱い愛』
- 助演男優賞 綾野剛（『リップヴァンウィンクルの花嫁』『64 -ロクヨン-』『怒り』）
- 助演女優賞 杉咲花（『湯を沸かすほどの熱い愛』）
- 新人賞 
  - 岩田剛典（『植物図鑑 運命の恋、ひろいました』）
  - 中野量太（『湯を沸かすほどの熱い愛』）
- 作品賞・海外部門 『クリード チャンプを継ぐ男』（ライアン・クーグラー）
- 特別賞 『君の名は。』（新海誠）

#### 第42回（2017年度）
- 作品賞 『あゝ、荒野』（岸善幸）
- 監督賞 三島有紀子（『幼な子われらに生まれ』）
- 主演男優賞 菅田将暉（『キセキ―あの日のソビト―』『帝一の國』『あゝ、荒野』『火花』）
- 主演女優賞 蒼井優（『彼女がその名を知らない鳥たち』）
- 助演男優賞 役所広司（『関ヶ原』『三度目の殺人』）
- 助演女優賞 田中麗奈（『幼な子われらに生まれ』）
- 新人賞 
  - 北村匠海（『君の膵臓をたべたい』）
  - 浜辺美波（『君の膵臓をたべたい』）
- 作品賞・海外部門 『美女と野獣』（ビル・コンドン）
- アニメ作品賞 『SING/シング』（ガース・ジェニングス）
- 特別賞 
  - 『Ryuichi Sakamoto:CODA』（スティーブン・ノムラ・シブル）
  - 『アウトレイジ』3部作（北野武）

#### 第43回（2018年度）
- 作品賞 『孤狼の血』（白石和彌）
- 監督賞 大森立嗣（『日日是好日』）
- 主演男優賞 役所広司（『孤狼の血』）
- 主演女優賞 篠原涼子（『人魚の眠る家』『SUNNY 強い気持ち・強い愛』）
- 助演男優賞 二宮和也（『検察側の罪人』）
- 助演女優賞 樹木希林（『モリのいる場所』『万引き家族』『日日是好日』）
- 新人賞 
  - 南沙良（『志乃ちゃんは自分の名前が言えない』）
  - 蒔田彩珠（『志乃ちゃんは自分の名前が言えない』）
- 作品賞・海外部門 『ワンダー 君は太陽』（スティーブン・チョボスキー（英語版））
- アニメ作品賞 『名探偵コナン ゼロの執行人』（立川譲）
- 特別賞 『カメラを止めるな!』（上田慎一郎）

#### 第44回（2019年度）
- 作品賞 『蜜蜂と遠雷』（石川慶）
- 監督賞 佐藤信介（『キングダム』）
- 主演男優賞 中井貴一（『記憶にございません!』）
- 主演女優賞 長澤まさみ（『マスカレード・ホテル』『コンフィデンスマンJP -ロマンス編-』）
- 助演男優賞 成田凌（『チワワちゃん』『愛がなんだ』『さよならくちびる』）
- 助演女優賞 小松菜奈（『来る』『閉鎖病棟 -それぞれの朝-』）
- 新人賞 
  - 鈴鹿央士（『蜜蜂と遠雷』）
  - 玉城ティナ（『Diner ダイナー』『惡の華』）
- 作品賞・海外部門 『ジョーカー』（トッド・フィリップス）
- アニメ作品賞 『天気の子』（新海誠）
- 特別賞 『翔んで埼玉』（武内英樹）

#### 第45回（2020年度）
- 作品賞 『罪の声』（土井裕泰）
- 監督賞 河瀨直美（『朝が来る』）
- 主演男優賞 小栗旬（『罪の声』）
- 主演女優賞 水川あさみ（『喜劇 愛妻物語』）
- 助演男優賞 星野源（『罪の声』）
- 助演女優賞 蒔田彩珠（『朝が来る』）
- 新人賞
  - 宮沢氷魚（『his』）
  - 服部樹咲（『ミッドナイトスワン』）
- 作品賞・海外部門 『TENET テネット』（クリストファー・ノーラン）
- アニメ作品賞 『劇場版 鬼滅の刃 無限列車編』（外崎春雄）
- 特別賞 『三島由紀夫vs東大全共闘〜50年目の真実〜』（豊島圭介）

#### 第46回（2021年度）
- 作品賞 『護られなかった者たちへ』（瀬々敬久）
- 監督賞 前田哲（『そして、バトンは渡された』『老後の資金がありません!』）
- 主演男優賞 木村拓哉（『マスカレード・ナイト』）
- 主演女優賞 永野芽郁（『地獄の花園』『そして、バトンは渡された』）
- 助演男優賞 鈴木亮平（『孤狼の血 LEVEL2』）
- 助演女優賞 寺島しのぶ（『ヤクザと家族 The Family』『キネマの神様』『空白』）
- 新人賞
  - Fukase（『キャラクター』）
  - 片山友希（『茜色に焼かれる』）
  - 堀貴秀（『JUNK HEAD』監督）
- 作品賞・海外部門 『007/ノー・タイム・トゥ・ダイ』（キャリー・フクナガ）
- アニメ作品賞 『漁港の肉子ちゃん』（渡辺歩）
- 特別賞 岡田裕介（元東映株式会社代表取締役グループ会長）

#### 第47回（2022年度）
- 作品賞 『ある男』（石川慶）[6]
- 監督賞 片山慎三（『さがす』）[6]
- 主演男優賞 福山雅治（『沈黙のパレード』）[6]
- 主演女優賞 有村架純（『前科者』）[6]
- 助演男優賞 横浜流星（『流浪の月』）[6]
- 助演女優賞 尾野真千子（『20歳のソウル』『サバカン SABAKAN』『千夜、一夜』）[6]
- 新人賞 
  - 嵐莉菜（『マイスモールランド』）[6]
  - 白鳥晴都（『ぜんぶ、ボクのせい』）[6]
- 作品賞・海外部門 『トップガン マーヴェリック』（ジョセフ・コシンスキー）[6]
- アニメ作品賞 『四畳半タイムマシンブルース』（夏目真悟）[6]

#### 第48回（2023年度）
- 作品賞 『月』（石井裕也）[7]
- 監督賞 山崎貴（『ゴジラ-1.0』）[7]
- 主演男優賞 横浜流星（『ヴィレッジ』『春に散る』）[7]
- 主演女優賞 綾瀬はるか（『レジェンド&バタフライ』『リボルバー・リリー』）[7]
- 助演男優賞 磯村勇斗（『月』）[7]
- 助演女優賞 二階堂ふみ（『月』）[7]
- 新人賞 アイナ・ジ・エンド（『キリエのうた』）[7]
- 作品賞・海外部門 『グランツーリスモ』（ニール・ブロムカンプ）[7]
- アニメ作品賞 『ザ・スーパーマリオブラザーズ・ムービー』（アーロン・ホーバス、マイケル・イェレニック）[7]

#### 第49回（2024年度）
- 作品賞 『正体』（藤井道人）[8]
- 監督賞 塚原あゆ子（『ラストマイル』）[8]
- 主演男優賞 横浜流星（『正体』）[8]
- 主演女優賞 石原さとみ（『ミッシング』）[8]
- 助演男優賞 奥田瑛二（『かくしごと』）[8]
- 助演女優賞 吉岡里帆（『正体』）[8]
- 新人賞 
  - 越山敬達（『ぼくのお日さま』）[8]
  - 中西希亜良（『ぼくのお日さま』）[8]
- 作品賞・海外部門 『シビル・ウォー アメリカ最後の日』（アレックス・ガーランド）[8]
- アニメ作品賞 『ルックバック』（押山清高）[8]
- 特別賞
  - 平泉成（『明日を綴る写真館』の演技と長年の映画界への貢献に対して）[8]
  - 草笛光子（『 九十歳。何がめでたい』の演技と長年の映画界への貢献に対して）[8]